# Rie Mastenbroeková
Hendrika Wilhelmina Mastenbroeková (26. února 1919 — 6. listopadu 2003) byla nizozemská plavkyně, trojnásobná olympijská vítězka.
Byla členkou tréninkové skupiny Ma Braunové, která vychovala řadu špičkových plavkyň. Jako patnáctiletá získala na mistrovství Evropy v plavání 1934 v Magdeburgu tři zlaté a jednu stříbrnou medaili. Ve stejném roce také vytvořila první ze svých devíti světových rekordů, 1:16,8 na 100 metrů znak. Na olympiádě 1936 v Berlíně vyhrála oba volnostylařské závody na 100 metrů i 400 metrů a byla členkou vítězné štafety. Na 100 m znak skončila druhá za krajankou Nidou Senffovou. Byla druhým nejúspěšnějším účastníkem her po Jesse Owensovi.
Po olympiádě si našla práci jako plavecká instruktorka a tím podle tehdejších pravidel ztratila amatérský status. V roce 1968 byla uvedena do Mezinárodní plavecké síně slávy a v roce 1997 obdržela Olympijský řád.